# Pompeo Calvia
Pompeo Calvia (Sàsser, 1857-1919) fou un escriptor sard.
Era professor de dibuix i se'l considera màxim exponent de la poesia en sassarès, gran amic d'Enrico Costa, els seus poemes foren recollits a Sassari Mannu (1912) com Lu vinu nobu, així com el drama històric Rosa Quiteria, ambientada en el Jutjat d'Arborea.